# Порт Саид (област)
Порт Саид (на арабски: محافظة بور سعيد) е мухафаза в Египет. Намира се в североизточната част на страната. Административен център е град Порт Саид.